# 五條天神社 (台東区)
五條天神社（ごじょうてんじんじゃ）は、東京都台東区の上野公園にある神社である。医薬祖神を主神とするが、天満宮でもある。また、稲荷神社である花園稲荷神社（はなぞのいなりじんじゃ）が併設されているが、兼務社であって境内社ではない。

## 祭神
- 主祭神
  - 大己貴命（おおなむじのみこと）
  - 少彦名命（すくなひこなのみこと）
- 相殿神
  - 菅原道真公（すがわらみちざね）

## 概要

### 由緒
社伝によれば、日本武尊が東征のおりに大己貴命と少彦名命を上野忍が岡に祀ったものとされ、尭恵の『北国紀行』にも文明18年（1486年）1月に「五條天神」の記述がある。
少なくとも室町時代中期には上野山に鎮座していることは明らかだが、寛永寺の拡張などで社地は何度か移転しており、江戸時代初期までは天神山上（現在の上野公園内摺鉢山上、清水観音堂のあたり）、その後寛永寺黒門（旧本坊表門）脇（現在の上野公園南端）を経て、元禄10年（1697年）に別当で連歌師の瀬川屋敷（現在のアメヤ横丁入口）へ遷座。1928年（昭和3年）9月22日に創祀の地に最も近い現在地に遷座された。
また相殿の菅原道真公は、江戸時代に入り寛永18年（1641年）、社名に「天神」とあるため菅原道真公の像がなくてはと、天海および公海が開眼供養を修して合祀され、俗に下谷天満宮（したやてんまんぐう）とも呼ばれて歌の道の祖神として信仰されたという。

### 歴史
寛文2年（1662年）刊行の『江戸名所記』には東叡山寛永寺の黒門近くに上野の鎮守として尭恵により再興された「牛天神」と呼ばれる天満宮が鎮座していることと、忍が岡に鎮座する「忍岡稲荷」の記載がある。
また、原本は寛政5年（1793年）、新板は文化14年（1817年）に刊行された『菅丞相往来』には、瀬川家持の「下谷天神社」は五條天神の相殿で、「五條天神」は少彦名命を祀ること、また小石川牛天神と混同されているが、かつて東叡山本坊近くに上野の鎮守として「天満宮牛天神」があったことが記載されている。
さらに、天保5年（1834年）に刊行された『江戸名所図会』では「五條天神宮」の記載があり、元は東叡山寛永寺本坊辺りにあったが瀬川氏の地に遷座したこと、祭神は少彦名命1座で、北野天満宮が相殿であり、慈眼大師（天海）が開眼した菅神の像が寛永18年（1641年）に鎮座したこと記されている。
江戸時代には東都七天神の一つとされ、また江戸三大天神や江戸二十五天神に数えられることもあった。
瀬川屋敷への遷座後、周囲は「五條天神門前」という町屋となり、明治2年（1869年）には「五條町」と改名されたが、1964年（昭和39年）に上野の一部となり消滅した。
2010年（平成22年）には縁起による鎮座1900年を記念して、2011年（平成23年）に予定されていた三年おきの大神輿渡御を繰り上げた大祭が行われた。

## 花園稲荷神社
花園稲荷神社

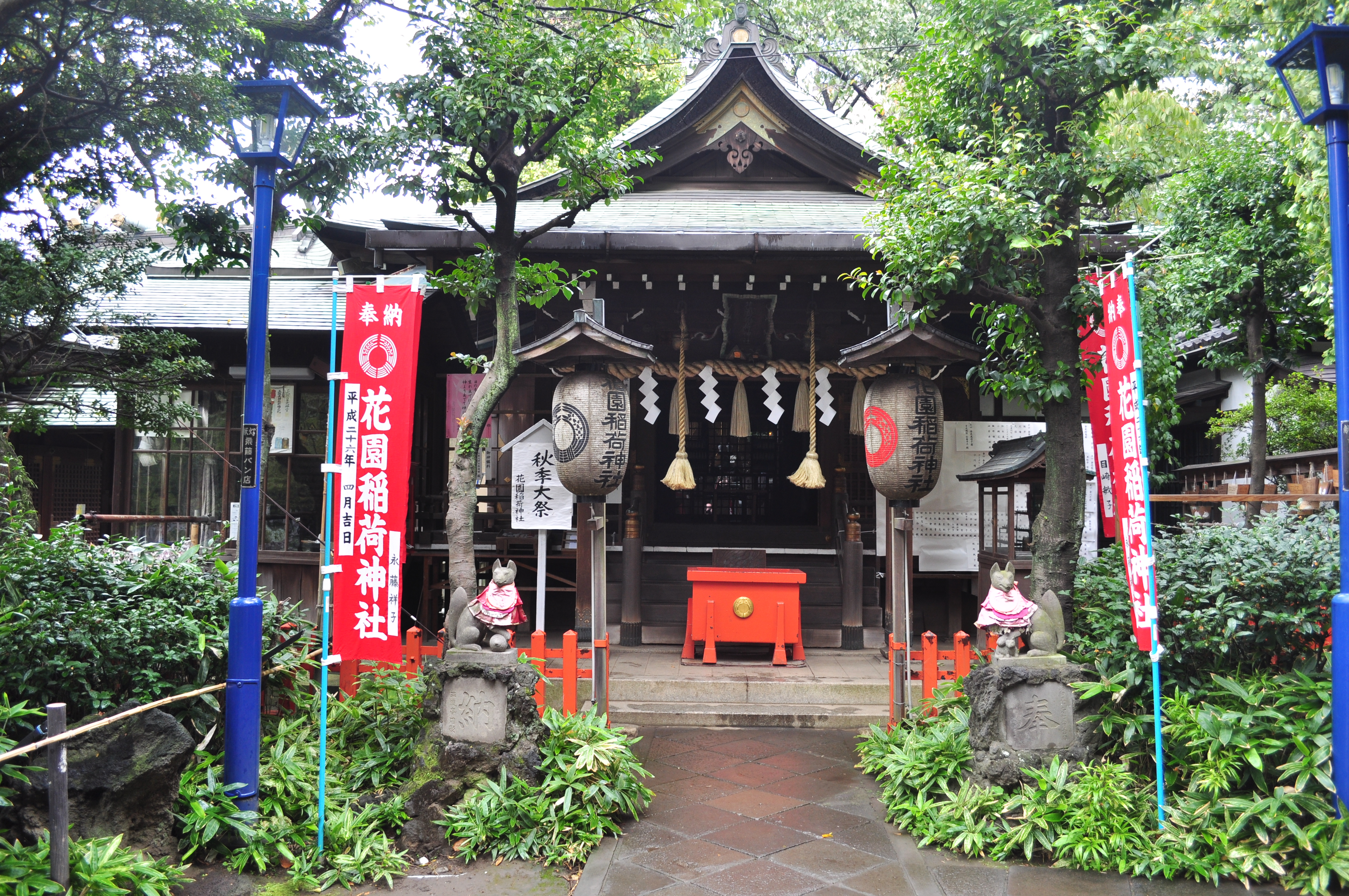
花園稲荷神社拝殿

- 祭神：倉稲魂命（うがのみたまのみこと、別名豊受姫命（とようけひめのみこと））

この神社の創建年代については不詳であるが、五條天神社が移転してくる以前からこの地にあった神社である。一説に空海が東寺の門前に建てた稲荷山を太田道灌が勧請したとも、天海が勧請したとも、のちに木食浄雲により再興されたとも伝えられるが、社伝では、承応3年（1654年）に天海の弟子晃海により再興されたとされる。
幕末には上野戦争（黒門・穴稲荷門の戦い）の舞台ともなった。1873年（明治6年）に周囲が寛永寺の花畑であることから花園稲荷神社と改名され、現在の花園稲荷神社の社殿などが整備された。
本務社である五條天神社に管理されているものの、花園稲荷神社は独立した法人格を持つ兼務社であって、五條天神社の境内社ではない。
穴稲荷神社（忍岡稲荷神社）
花園稲荷神社の元宮であり境内社。「忍岡稲荷神社」が正式名称である。花園稲荷神社の整備後も元宮（旧社地）である当神社はそのまま残されている。
弥佐衛門狐
花園稲荷神社の境内社。穴稲荷の向かって左奥にある社。寛永寺建立の際に忍が岡の狐が住むところが無くなるのため、一洞を造り社を祀ったと伝えられる。

## 境内社
七福社
五條天神社の境内社。江戸時代に上野山内の各門に作られたものの一つ。

## 神事
医薬祭
毎月10日。
祭神の大己貴命、少彦名命（医薬祖神二柱）に因んだ祭日。
無病健康・病気平癒の祈祷が行われる。
昇殿参拝と事前申込み（参列不要）の祈願方法がある。申込みは社頭受付のみ。
例大祭
毎年5月25日。
3年に一度、千貫神輿と呼ばれる大神輿の渡御がある。
近い日曜に氏子内（上野公園から上野広小路一帯） を鳳輦と共に、猿田彦（天狗）や巫女舞などの大行列となって巡幸する。
宵宮祭
神輿渡御の前日に行われる清祓いの儀
神幸祭
神輿渡御
5月25日に近い日曜日
- 出御報告祭
- 鳳輦発輿式
- 神輿発輿式（宮出し）

白朮（うけら）の神事
毎年2月3日（節分）午後3時に行われる邪気払いの追儺式で「蟇目式」「病鬼との問答」「うけら焚」「豆まき」等の神事。
「追儺の御札・神矢」の他、1年間を無病健康に過ごせると伝えられている「うけら餅」や「鬼討ち豆・神矢・追儺の絵馬」が受けられる。
鷽替えの神事
毎年1月25日（正月1日にも授与）
菅原道真に由来する厄払いの行事で、旧年中の鷽を神前に納めて罪を滅ぼし、新しい鷽と受け替え吉を迎えるとされる。
神職による桧の一刀彫り
大祓式
毎年6月30日、12月30日　午後3時
大祓の形代に氏名・年齢を書いて納め、半年間の祓えを受ける。
輪くぐりの設置は25日頃より、月末夕刻まで。社殿前に設置される。

## 氏子地域
- 台東区上野一丁目（全域）、二丁目（全域）、三丁目2･3･6･7･14～18･23～24･27～29、四丁目（全域）
- 池之端一丁目1
- 上野公園

## 参考資料
- 各所説明板
- “五條天神社・花園稲荷神社”.   五條天神社・花園稲荷神社. 2016年9月19日時点のオリジナルよりアーカイブ。2017年3月27日閲覧。
- 江戸叢書刊行会 編 編『江戸叢書』 12巻. 巻の貳、江戸叢書刊行会、1916年7月10日（原著1662年）。
- 『菅丞相往来』栄林堂、1817年（原著1793年）。
- 斎藤月岑 編『江戸名所図会』 第3、有朋堂書店、1927年7月13日（原著1834年）。NDLJP:1174157。
  - 斎藤月岑 編『江戸名所図会』 第3、有朋堂書店、1927年7月13日（原著1834年）、240頁。NDLJP:1174157/125。
  - 斎藤月岑 編『江戸名所図会』 第3、有朋堂書店、1927年7月13日（原著1834年）、471-474頁。NDLJP:1174157/240。
- “薬祖神の由来｜薬祖神祭”.   公益社団法人 東京薬事協会. 2017年3月23日閲覧。